# Ailwyn Fellowes
Ailwyn Edward Fellowes (ur. 10 listopada 1855 w Haverland Hall w Norwich, zm. 23 września 1924 w Honingham Hall) – brytyjski polityk, członek Partii Konserwatywnej, minister w rządzie Arthura Balfoura.

## Życiorys
Był młodszym synem Edwarda Fellowesa, 1. barona de Ramsey, i Mary Milles, córki 4. barona Sondes. Wykształcenie odebrał w Eton College oraz w Trinity Hall na Uniwersytecie Cambridge. Po śmierci ciotki w 1887 r. odziedziczył rozległą posiadłość ziemską Honingham w hrabstwie Norfolk. Rozwojowi tej posiadłości Fellowes poświęcił wiele następnych lat swojego życia.
Bez powodzenia startował w wyborach parlamentarnych w okręgu Mid Norfolk w 1885 r. i North Norfolk w 1886 r. Dopiero w 1887 r. wygrał wybory uzupełniające w okręgu Ramsey i zasiadł w Izbie Gmin. Okręg ten reprezentował do 1906 r. W tym czasie był wiceszambelanem Dworu Królewskiego w latach 1895–1900, młodszym lordem skarbu w latach 1900–1905, a od marca do grudnia 1905 r. był przewodniczącym Rady Rolnictwa.
Po zakończeniu kariery politycznej Fellowes został przewodniczącym Agricultural Wages Board i zastępcą dyrektora Fodd Production (1917–1919). Był również dyrektorem London and North Eastern Railway, Norwich Union i National Provident Assocation oraz wiceprzewodniczącym Great Eastern Railway. Od 1920 r. był przewodniczącym rady hrabstwa Norfolk.
W 1911 r. otrzymał Krzyż Komandorski Królewskiego Orderu Wiktoriańskiego za działalność na stanowisku wiceprezesa Royal Agricultural Show. W 1917 r. otrzymał Krzyż Komandorski Orderu Imperium Brytyjskiego. W 1921 r. otrzymał tytuł 1. barona Ailwyn i zasiadł w Izbie Lordów.
9 lutego 1886 r. w kościele św. Pawła w Knightsbridge w Londynie poślubił Agathę Jolliffe (zm. 9 lipca 1938), córkę Hedwortha Jolliffe'a, 2. barona Hylton, i lady Agnes Byng, córki 2. hrabiego Strafford. Ailwyn i Agatha mieli razem czterech synów:
- Ronald Townshend Fellowes (7 grudnia 1886 – 30 sierpnia 1936), 2. baron Ailwyn
- Eric William Edward Fellowes (24 listopada 1887–23 marca 1976), 3. baron Ailwyn
- kapitan Hedworth George Ailwyn Fellowes (10 lipca 1891–12 maja 1917), zginął podczas I wojny światowej
- Carol Arthur Fellowes (23 listopada 1896–27 września 1988), 4. baron Ailwyn

Lord Ailwyn zmarł w 1924 r. Tytuł parowski odziedziczył jego najstarszy syn.